# La Grande Ville (film, 1966)
Pour les articles homonymes, voir Big City et La Grande Ville.
Pour plus de détails, voir Fiche technique et Distribution.
La Grande Ville (A Grande Cidade) est un film brésilien réalisé par Carlos Diegues, sorti en 1966.

## Synopsis
Luzia, une jeune fille de 19 ans en provenance du Nordeste, région où l'exode rural est important, arrive à Rio de Janeiro à la recherche de son petit ami Jasão. Elle rencontre Calunga, un garçon assez voyou qui prétend la « protéger », puis Inácio, lui aussi du Nordeste, qui l'aide à retrouver Jasão. Elle apprend que son fiancé est recherché par la police, et découvre peu à peu les duretés de la grande ville.

## Fiche technique
- Titre original : A Grande Cidade
- Titre français : La Grande Ville
- Réalisation : Carlos Diegues
- Scénario : Carlos Diegues et Leopoldo Serran (en)
- Pays d'origine : Brésil
- Format : Noir et blanc - 35 mm - Mono
- Genre : drame
- Durée : 80 minutes
- Date de sortie : 1966

## Distribution
- Anecy Rocha : Luzia
- Leonardo Villar : Jasão
- Antonio Pitanga : Calunga
- Joel Barcellos (en) : Inácio